# Argonay
Argonay é uma comuna francesa na região administrativa de Auvérnia-Ródano-Alpes, no departamento de Alta Saboia. Estende-se por uma área de 5,16 km². Em 2010 a comuna tinha 3 449 habitantes (densidade: 668,4 hab./km²).